# Ben Hecker
Ben Hecker (* 30. August 1948 in Köln als Bernhard Hecker; † 21. Februar 2019) war ein deutscher Schauspieler, Hörspiel-, Hörbuch- und Synchronsprecher.

## Leben
Ben Hecker wurde in Köln geboren. Er wuchs in der Bruder-Klaus-Siedlung im Stadtteil Mülheim auf und besuchte das Hölderlin-Gymnasium in Köln-Mülheim bis zum Abitur 1967. Seine Schauspielausbildung erhielt er an der Folkwanghochschule in Essen. Danach hatte er Theaterengagements in Bielefeld, Oberhausen, Kaiserslautern, Freiburg sowie am Deutschen Schauspielhaus in Hamburg, wo er bis 1984 engagiert war. Seitdem war Ben Hecker freischaffend tätig.
Auch trat Hecker im Ausland auf, etwa in London, Mailand und Paris. Auch am renommierten Theater des Westens in Berlin konnte man ihn schon erleben, in Musicals wie Peter Pan oder Oliver, ferner bei den Hamburger Kammerspielen, am Theater im Zimmer in Köln oder an der Freilichtbühne in Jagdhausen. Mehrfach trat Ben Hecker im Musical My Fair Lady als „Doolittle“ auf, so in Jagdhausen, Lübeck und Linz. Von 2003 bis 2013 wirkte Ben Hecker jährlich bei den Störtebeker-Festspielen auf der Insel Rügen mit. Im Frühjahr 2011 war er im Musical Revolver im Klavier in Hamburg zu sehen, welches dort zur Uraufführung kam.
Neben der Theaterarbeit übernahm er vielfach Rollen in Film und Fernsehen, beispielsweise in Die Manns – Ein Jahrhundertroman oder Unser Charly. Seine Stimme ist in zahlreichen Synchronarbeiten und in vielen Hörspielen zu hören. Er engagierte sich im SprecherInnenrat Hamburg, der sich für die Rechte der Synchronsprecher einsetzt.
Im Februar 2019 starb er im Alter von 70 Jahren.

## Theater (Auswahl)
- Jedermann-Festspiele Wismar als Armer Nachbar & Dicker Vetter
- Revolver im Klavier als Bruno der Brecher, Wachtmeister Fink & Gefängniswärter
- Störtebeker Festspiele in diversen Rollen
- My Fair Lady als Doolittle
- Der Drache als Bürgermeister
- Woyzeck
- Götz von Berlichingen
- Mutter Courage
- Der Widerspenstigen Zähmung
- Peter Pan als Captain Hook
- Oliver! als Mr. Bumble
- Musical-Uraufführung „Die Marzipanpiraten“, Lübeck - als Hauptmann der Wache[1]

## Filmografie (Auswahl)
- 1975: Ansichten eines Clowns
- 1976: Eurogang (Fernsehserie, 1 Folge)
- 1981: St. Pauli-Landungsbrücken (Fernsehserie, 1 Folge)
- 1981: Tatort – Duisburg-Ruhrort
- 1984: Ein Fall für zwei (Fernsehserie, Folge Immer Ärger mit Ado)
- 1984: Das Rätsel der Sandbank
- 1986: Liebling Kreuzberg (Fernsehserie, 1 Folge)
- 1987–1992: Der Landarzt (Fernsehserie, 4 Folgen)
- 1988: Franta
- 1994: Elbflorenz (Fernsehserie, 1 Folge)
- 1994: Hallo, Onkel Doc! (Fernsehserie, 1 Folge)
- 1995: Gegen den Wind (Fernsehserie, 1 Folge)
- 1995: Balko (Fernsehserie, 1 Folge)
- 1995: Kommissar Klefisch (Fernsehserie, 1 Folge Klefischs schwerster Fall)
- 1996: Fähre in den Tod
- 1996: Lukas (Fernsehserie, 1 Folge)
- 1997: Parkhotel Stern (Fernsehserie, 1 Folge)
- 1997–2002: Großstadtrevier (Fernsehserie, 2 Folgen)
- 1998: Nicht von schlechten Eltern (Fernsehserie, 7 Folgen)
- 2001: Die Pfefferkörner (Fernsehserie, 1 Folge)
- 2001: Band of Brothers – Wir waren wie Brüder (Fernseh-Zehnteiler)
- 2001: Die Manns – Ein Jahrhundertroman (Dreiteiler)
- 2002: Der Ermittler (Fernsehserie, 1 Folge)
- 2002: Stubbe – Von Fall zu Fall: Das vierte Gebot
- 2002: Unser Charly (Fernsehserie, 1 Folge)
- 2003: Das Duo – Der Liebhaber
- 2003–2004: Die Kinder vom Alstertal (Fernsehserie, 2 Folgen)
- 2008: Hallo Robbie! (Fernsehserie, 1 Folge)
- 2008: Küstenwache (Fernsehserie, 1 Folge)
- 2015: SOKO Wismar (Fernsehserie, 1 Folge)

## Rollen als Synchronsprecher
- Balbo (Serie: Weihnachtsmann & Co. KG)
- Psycho (Serie: Max Steel 2000)
- Beastman (Serie: Masters of the Universe)
- Chi McBride (Serie: Dr. House)
- Coakley (Film: Die Delfinflüsterin)
- David Palmer (Serie: 24)
- Garth Pancake (Film: Ladykillers)
- J (Serie: Heat Guy J)
- James Earl Jones (Serie: Superman – Die Abenteuer von Lois & Clark)
- James McDaniel als Arthur Fancy (Serie: New York Cops – NYPD Blue)
- Gamabunta (Anime: Naruto Classic & Naruto Shippuden)
- Kakuzu (Anime: Naruto Shippuden)
- Kapitän Archibald Haddock (Serie: Tim und Struppi)
- Laine (Computerspiel: Baphomets Fluch: Der Sündenfall)
- Minsc (Computerspiel: Baldur’s Gate)
- Moebius (Computerspiel: Legacy of Kain)
- Oghren (Computerspiel: Dragon Age: Origins)
- Optimus Primal (Serie: Transformers: Beast Wars)
- Thirty-Thirty (Film: Bravestarr: Die Legende)
- Polizeichef Byron Giles (Serie: Outcast)

## Videospiele
- 1998: Freespace 2 (Admiral Petrarch)
- 2000: Frontschweine  (General)
- 2001: Harry Potter und der Stein der Weisen (Stimme von Hagrid)
- 2002: Harry Potter und die Kammer des Schreckens (Stimme von Hagrid)
- 2004: Harry Potter und der Gefangene von Askaban (Stimme von Hagrid)
- 2008: Star Wars: The Force Unleashed (Stimme von Darth Vader)
- 2010: Star Wars: The Force Unleashed 2 (Stimme von Darth Vader)
- 2013: Star Wars: The Old Republic (Stimme von Imperator Valkorion)

## Hörbücher und Hörspiele (Auswahl)
- Agatha Christie:  Dreizehn bei Tisch (Hercule Poirot). Der Hörverlag, ISBN 978-3-89940-787-7 (Hörbuch)
- Die drei ??? Kids, Folge 15: In der Geisterstadt (als Doktor Keppler) (Hörspiel)
- Philip Pullman: Der goldene Kompass (His Dark Materials, Hörspiel, als Iorek Byrnison). NDR Info/ Silberfisch, ISBN 978-3-86742-199-7.